# 哈里米可敦
哈里米可敦（鄂圖曼土耳其語：‎；?－約1281年）是埃尔图鲁尔加齐的妻子。

## 生平
哈里米可敦與埃尔图鲁尔加齐結婚，兩人育有三或四個兒子，分別是：岡達茲·阿爾普與薩伏齊貝伊（Savcı Bey），並有可能也是奧斯曼一世以及薩魯·巴圖（Saru Batu）的母親。但是包括歷史學家希斯·W·洛瑞在內，以及其他研究奥斯曼帝国歷史的諸多學者，都指出依據現有的文獻紀錄，尚未能確認奧斯曼一世母親真正的身分。哈里米可敦的墓地位於瑟于特的埃爾圖魯爾加齊陵墓旁的庭園內。